# Arvière-en-Valromey
Arvière-en-Valromey község Franciaország Auvergne-Rhône-Alpes régiójában, Ain megyében. Új községként 2019. január 1-jén jött létre Brénaz, Chavornay, Lochieu és Virieu-le-Petit egyesítésével. Lakossága az egyesítéskor 742 fő volt. Lakosainak száma 715 fő (2022. január 1.).

## Népesség
| Lakosok száma | 713  | 709  | 710  | 712  | 713  | 715  |
|               | 2017 | 2018 | 2019 | 2020 | 2021 | 2022 |